# Vélez-Rubio
Vélez-Rubio – miasto w Hiszpanii, we wspólnocie autonomicznej Andaluzja, w prowincji Almería. W 2007 liczyło 7062 mieszkańców.
Z Vélez-Rubio pochodzi Cristóbal López Romero, hiszpański duchowny katolicki, arcybiskup Rabatu, kardynał.